# ایگوانای شاخ‌دار
ایگوانای شاخ‌دار (نام علمی: Cyclura cornuta) نام یک گونه از تیره ایگوآنایان است.